# Campeonato Mundial de Piragüismo en Aguas Tranquilas de 1993
El XXV Campeonato Mundial de Piragüismo en Aguas Tranquilas se celebró en Copenhague (Dinamarca) en el año 1993 bajo la organización de la Federación Internacional de Piragüismo (ICF) y la Federación Danesa de Piragüismo.
Las competiciones se realizaron en el canal de piragüismo ubicado en el lago Bagsværd, al norte de la capital danesa.

## Medallistas

### Masculino
| Evento      | Oro                                                                         | Plata                                                                            | Bronce                                                                                     |
| ----------- | --------------------------------------------------------------------------- | -------------------------------------------------------------------------------- | ------------------------------------------------------------------------------------------ |
| K1 500 m    | Mikko Kolehmainen · Finlandia                                               | Renn Crichlow · Canadá                                                           | Daniel Collins Australia                                                                   |
| K2 500 m    | Kay Bluhm · Torsten Gutsche · Alemania                                      | Maciej Freimut · Wojciech Kurpiewski · Polonia                                   | Juan Manuel Sánchez · Juan José Román · España                                             |
| K4 500 m    | Viktor Denisov · Anatoli Tishchenko · Alexandr Ivanik · Oleg Gorobi · Rusia | Thomas Reineck · Oliver Kegel · Mario von Appen · André Wohllebe · Alemania      | Zsolt Gyulay · Vince Fehérvári · Gábor Horváth · Attila Ábrahám · Hungría                  |
| K1 1000 m   | Knut Holmann · Noruega                                                      | Thor Nielsen Dinamarca                                                           | Marian Popescu · Rumania                                                                   |
| K2 1000 m   | Kay Bluhm · Torsten Gutsche · Alemania                                      | Antonio Rossi · Daniele Scarpa · Italia                                          | Karl-Axel Sundqvist · Gunnar Olsson · Suecia                                               |
| K4 1000 m   | Thomas Reineck · Oliver Kegel · Mario von Appen · André Wohllebe · Alemania | Zsolt Gyulay · Zsombor Borhi · Gábor Horváth · Attila Ábrahám · Hungría          | Viktor Denisov · Anatoli Tishchenko · Alexandr Ivanik · Oleg Gorobi · Rusia                |
| K1 10 000 m | Thor Nielsen Dinamarca                                                      | Knut Holmann · Noruega                                                           | Attila Szabó · Eslovaquia                                                                  |
| K2 10 000 m | Zsombor Borhi · Attila Ábrahám · Hungría                                    | Karl-Axel Sundqvist · Gunnar Olsson · Suecia                                     | Torgeir Toppe · Peter Ribe · Noruega                                                       |
| K4 10 000 m | Thomas Reineck · Oliver Kegel · André Wohllebe · Mario von Appen · Alemania | Andrzej Gryczko · Piotr Markiewicz · Maciej Freimut · Grzegorz Kaleta · Polonia  | Serguei Verlin · Vladimir Bobreshov · Gueorgui Tsybulnikov · Serguei Galkov · Rusia        |
| C1 500 m    | Nikolai Bujalov Bulgaria                                                    | György Kolonics · Hungría                                                        | Stephen Giles · Canadá                                                                     |
| C2 500 m    | György Kolonics · Csaba Horváth · Hungría                                   | Arne Nielsson Christian Frederiksen Dinamarca                                    | Andreas Dittmer · Gunar Kirchbach · Alemania                                               |
| C4 500 m    | Ervin Hoffmann · Attila Szabó · Gáspár Boldizsár · Ferenc Novák · Hungría   | Andrei Kabanov · Serguei Chemerov · Pavel Konovalov · Alexandr Kostoglod · Rusia | Petr Procházka · Roman Dittrich · Waldemar Fibigr · Tomáš Křivánek · República Checa       |
| C1 1000 m   | Ivans Klementjevs Letonia                                                   | Victor Partnoi · Rumania                                                         | Matthias Röder · Alemania                                                                  |
| C2 1000 m   | Arne Nielsson Christian Frederiksen Dinamarca                               | Olivier Boivin Sylvain Hoyer Francia                                             | Ulrich Papke · Ingo Spelly · Alemania                                                      |
| C4 1000 m   | Imre Pulai · György Kolonics · Tibor Takács · Zsolt Bohács · Hungría        | Andrei Kabanov · Serguei Chemerov · Pavel Konovalov · Alexandr Kostoglod · Rusia | Viktor Dobrotvorski · Serguei Osadchi · Andrei Balabanov · Alexandr Kalinichenko · Ucrania |
| C1 10 000 m | Zsolt Bohács · Hungría                                                      | Pavel Bednář · República Checa                                                   | Andreas Dittmer · Alemania                                                                 |
| C2 10 000 m | Arne Nielsson Christian Frederiksen Dinamarca                               | Andrew Train Stephen Train Reino Unido                                           | Viktor Dobrotvorski · Andrei Balabanov · Ucrania                                           |

### Femenino
| Evento    | Oro                                                                        | Plata                                                                        | Bronce                                                             |
| --------- | -------------------------------------------------------------------------- | ---------------------------------------------------------------------------- | ------------------------------------------------------------------ |
| K1 500 m  | Birgit Schmidt · Alemania                                                  | Anna Olsson · Suecia                                                         | Caroline Brunet · Canadá                                           |
| K2 500 m  | Agneta Andersson · Anna Olsson · Suecia                                    | Kinga Czigány · Szilvia Mednyánszky · Hungría                                | Ramona Portwich · Anett Schuck · Alemania                          |
| K4 500 m  | Birgit Schmidt · Ramona Portwich · Anett Schuck · Daniela Gleue · Alemania | Agneta Andersson · Anna Olsson · Maria Haglund · Susanne Rosenqvist · Suecia | Kinga Czigány · Éva Dónusz · Rita Kőbán · Erika Mészáros · Hungría |
| K1 5000 m | Susanne Gunnarsson · Suecia                                                | Rita Kőbán · Hungría                                                         | Birgit Schmidt · Alemania                                          |
| K2 5000 m | Ramona Portwich · Anett Schuck · Alemania                                  | Éva Dónusz · Erika Mészáros · Hungría                                        | Carmen Simion · Sanda Toma · Rumania                               |

## Medallero
| Núm. | País            | Oro | Plata | Bronce | Total |
| ---- | --------------- | --- | ----- | ------ | ----- |
| 1    | Alemania        | 7   | 1     | 6      | 14    |
| 2    | Hungría         | 5   | 5     | 2      | 12    |
| 3    | Dinamarca       | 3   | 2     | 0      | 5     |
| 4    | Suecia          | 2   | 3     | 1      | 6     |
| 5    | Rusia           | 1   | 2     | 2      | 5     |
| 6    | Noruega         | 1   | 1     | 1      | 3     |
| 7    | Bulgaria        | 1   | 0     | 0      | 1     |
| 7    | Finlandia       | 1   | 0     | 0      | 1     |
| 7    | Letonia         | 1   | 0     | 0      | 1     |
| 10   | Polonia         | 0   | 2     | 0      | 2     |
| 11   | Canadá          | 0   | 1     | 2      | 3     |
| 11   | Rumania         | 0   | 1     | 2      | 3     |
| 13   | República Checa | 0   | 1     | 1      | 2     |
| 14   | Francia         | 0   | 1     | 0      | 1     |
| 14   | Italia          | 0   | 1     | 0      | 1     |
| 14   | Reino Unido     | 0   | 1     | 0      | 1     |
| 17   | Ucrania         | 0   | 0     | 2      | 2     |
| 18   | Australia       | 0   | 0     | 1      | 1     |
| 18   | Eslovaquia      | 0   | 0     | 1      | 1     |
| 18   | España          | 0   | 0     | 1      | 1     |
|      | TOTAL           | 22  | 22    | 22     | 66    |